# 3 Pułk Szwoleżerów Cesarstwa Austriackiego
3 Pułk Szwoleżerów – pułk szwoleżerów Armii Cesarstwa Austriackiego.
Okręgi poboru: 1781: Dolna i Górna Austria, 1807: Bohemia, 1813: Galicja.

## Wcześniejsza nomenklatura
- 1769: 28 Pułk Dragonów
- 1780: 22 Pułk Szwoleżerów
- 1789: 28 Pułk Szwoleżerów
- 1798: 10 Pułk Lekkich Dragonów
- 1801: 3 Pułk Szwoleżerów

## Garnizony

### Przed powstaniem Cesarstwa
- 1787-1788: Miszkolc
- 1798: Padwa
- 1801: Tarnów

### Po powstaniu Cesarstwa
- 1805: Siedlec
- 1806: Lauffen
- 1807: Ried im Innkreis
- 1808-1809: Wels
- 1810: Bochnia
- 1811-1812: Gródek, Żółkiew
- 1814-1815: Rzeszów
- 1816-1821: Tarnopol